# Skai Jackson

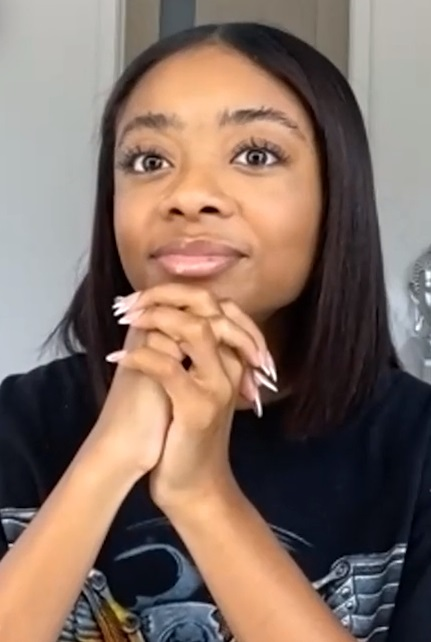
Skai Jackson (2023)

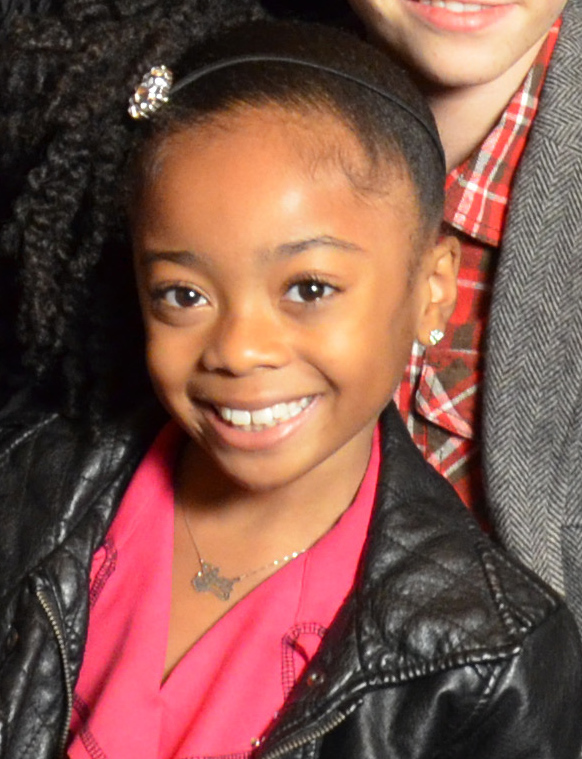
Skai Jackson (2011)

Skai Jackson (* 8. April 2002 in New York City, New York) ist eine US-amerikanische Schauspielerin.

## Leben
Skai Jackson begann ihre Karriere als Kindermodel und wirkte unter anderem in Werbespots eines US-amerikanischen Medizinprodukteherstellers mit. Erste kleine Rollen spielte sie in Liberty Kid und in der Komödie Lieber verliebt. Weiterhin lieh Jackson verschiedenen Figuren in Zeichentrickfilmen und -serien ihre Stimme.
Von 2011 bis 2015 spielte Jackson die Rolle der Zuri Ross in der Jugendserie Jessie. In dessen Spin-off Camp Kikiwaka (2015–2018) führte sie diese Rolle fort.
Am 1. Oktober 2019 veröffentlichte sie ihr Buch Reach for the Skai im Verlag Crown Books.
Im Januar 2025 wurde sie Mutter eines Sohnes.

## Filmografie (Auswahl)
- 2007: Liberty Kid
- 2009: Lieber verliebt (The Rebound)
- 2010: Royal Pains (Fernsehserie, Episode 2x11)
- 2011: Die Schlümpfe (The Smurfs)
- 2011: Boardwalk Empire (Fernsehserie, Episode 2x04)
- 2011–2015: Jessie (Fernsehserie)
- 2012: Odessa (Fernsehserie)
- 2012: Austin & Ally (Fernsehserie, Episode 2x06)
- 2013: G.I. Joe – Die Abrechnung (G.I. Joe: Retaliation)
- 2015: K.C. Undercover (Fernsehserie, Episode 1x24)
- 2015–2018: Camp Kikiwaka (Bunk’d, Fernsehserie)
- 2023: The Man in the White Van